# 성심여자중학교
성심여자중학교(聖心女子中學校)는 대한민국 서울특별시 용산구 원효로4가에 위치한 사립 중학교이다.

## 학교 연혁
- 1800년 11월 21일 : 프랑스 파리에서 성녀 마들렌 소피이 바라(1779-1865)가 성심수녀회 창설
- 1801년 1월 1일 : 프랑스 아미앵에서 첫 성심학교 설립, 현재 42개 나라에 200여개의 학교 설립
- 1956년 1월 1일 : 성심수녀회 수녀 8명이 교육 사업을 목적으로 입국
- 1956년 10월 27일 : 한국 성심수녀회 탄생
- 1957년 2월 1일 : 재단법인 경성 천주교회 재단 이사회로부터 서울특별시 용산구 원효로4가 1번지 소재 구 카톨릭 용산신학교 부지 및 건물 인수
- 1957년 4월 3일 : 재단법인 성심학원 인가, 초대 이사장 코오라 맥하디 플린트 수녀 취임
- 1957년 4월 8일 : 성심여자중학교 개교식 및 입학식 신입생 18명 입학
- 1957년 5월 29일 : 초대 교장 주매분 수녀 취임
- 1960년 2월 27일 : 제1회 졸업식
- 1960년 4월 1일 : 성심여자고등학교 개교식 및 입학식(신입생 25명 입학) (성심여중 첫 졸업생이 고등학교에 진학하게 되어 6년 간의 성심교육의 연계성 확보함)
- 1963년 2월 13일 : 재단법인 성심학원을 학교법인 성심학원으로 조직 변경 인가
- 1975년 2월 28일 : 성심여자중학교 폐교 (16회 졸업, 총 졸업생 1,037명)
- 2002년 3월 : 중학교 제1학년 신입생 입학 (116명)
- 2002년 3월 4일 : 성심여자중학교 재개교 (4학급 116명 입학)
- 2021년 3월 2일 : 제8대 교장 장경아 수녀 취임
- 2023년 1월 6일 : 제35회(재개교 19회) 졸업식(졸업생 95명, 연인원 4,499명)
- 2027년 4월 8일 개교 70주년

## 참고 자료
- 성심여자중학교 - 한국교육학술정보원 학교알리미